# يونغدونغ (منطقة)
يونغدونغ (حرفيا "شرق الماضي") هو اسم منطقة تقابل مقاطعة غانغوون شرقا  في كوريا الجنوبية و مقاطعة كانغوون  في كوريا الشمالية.